# Robert Davidson
Robert Davidson (n. 18 aprilie 1804, Aberdeen, Regatul Unit al Marii Britanii și Irlandei – d. 16 noiembrie 1894, Aberdeen, Regatul Unit al Marii Britanii și Irlandei) a fost un inventator scoțian care a construit în 1837 prima locomotivă electrică cunoscută, propulsată de baterii electrice. A locuit de-a lungul vieții în Aberdeen, nord-estul Scoției, unde a fost un chimist și vopsitor prosper, printre alte afaceri. Davidson a fost educat la Colegiul Marischal, unde a studiat între 1819-1821, urmărind inclusiv prelegeri de la profesorul Patrick Copland⁠(d). A plătit pentru aceste cursuri fiind asistent de laborator.
În anii 1820, s-a lansat în afaceri în apropierea canalului Aberdeen-Inverurie, la început furnizând drojdie, înainte de a se implica în fabricarea și furnizarea de produse chimice.
A devenit interesat de noile tehnologii electrice ale perioadei. Din 1837, a realizat mici motoare electrice prin cercetări proprii.

## Expoziții
Davidson a organizat o expoziție de mașini electrice la Aberdeen și la Edinburgh care a fost vizitată pe 12 februarie 1842 de tânărul James Clerk Maxwell.
Mai târziu a expus la Egyptian Hall din Piccadilly din Londra, unde a sperat să atragă sponsorizări pentru munca sa. Printre mașinile prezentate s-au numărat locomotiva lui, un strung și o mașină de tipar cu acționare electrică și un electromagnet capabil să ridice 2 tone.

## Prima locomotivă electrică
Davidson a abordat directorii căilor ferate din Edinburgh și Glasgow pentru sprijin în construirea unei locomotive feroviare electromagnetice. Davidson și-a propus să arate noii companii de căi ferate că locomotivele electrice erau o opțiune practică. El a obținut susținerea Societății Regale Scoțiene pentru Arte pentru proiectele sale și a primit o bursă de 15 lire sterline. A construit o locomotivă de dimensiuni mari, Galvani din 1842, care era o mașină cu patru roți, lungă de 16 picioare (4,9 m) și alimentată de bateriile create de Davidson. A fost testată pe o secțiune a liniei Edinburgh-Glasgow în 1842 și, prin urmare, a fost prima locomotivă feroviară alimentată electric din lume. Aceasta a fost singura sa călătorie, deoarece locomotiva a reușit să atingă doar o viteză de 4 mile pe oră (6,4 km/h) și, deoarece bateriile nu erau reîncărcabile, nu era practică. Directoriii nu au fost suficient de impresionați pentru a-i cere lui Davidson să ducă conceptul mai departe. Locomotiva a fost raportată ca fiind distrusă în timp ce era depozitată în depoul din Perth.
Un model funcțional al motorului său electric poate fi văzut la Muzeul Transporturilor Grampian.

## Afaceri și partea a doua a vieții
După 1843, acasă în Aberdeen, și-a construit o familie și, în următorii cincizeci de ani a condus afacerea sa de pe Canal Road. Invenția sa anterioară a unei metode de producție pe scară largă a drojdiei, una dintre elementele de bază ale afacerii sale chimice și fabricarea de parfumuri au fost atât de productive încât i-au permis să-și satisfacă numeroasele interese de astronomie, colecționarea de porțelan fin, poze valoroase și o colecție mare de viori.